# Black Daisy
Le Black Daisy sono state un gruppo musicale irlandese.
Il gruppo ha partecipato all'Eurovision Song Contest 2009 come rappresentante dell'Irlanda, affiancando Sinéad Mulvey nella presentazione del brano Et cetera.

## Formazione
- Lesley-Ann Halvey - basso, voce
- Asta Millerienė - batteria
- Nicole Billings - chitarra, voce